# Jour du drapeau (États-Unis)
Pour les articles homonymes, voir Jour du drapeau.

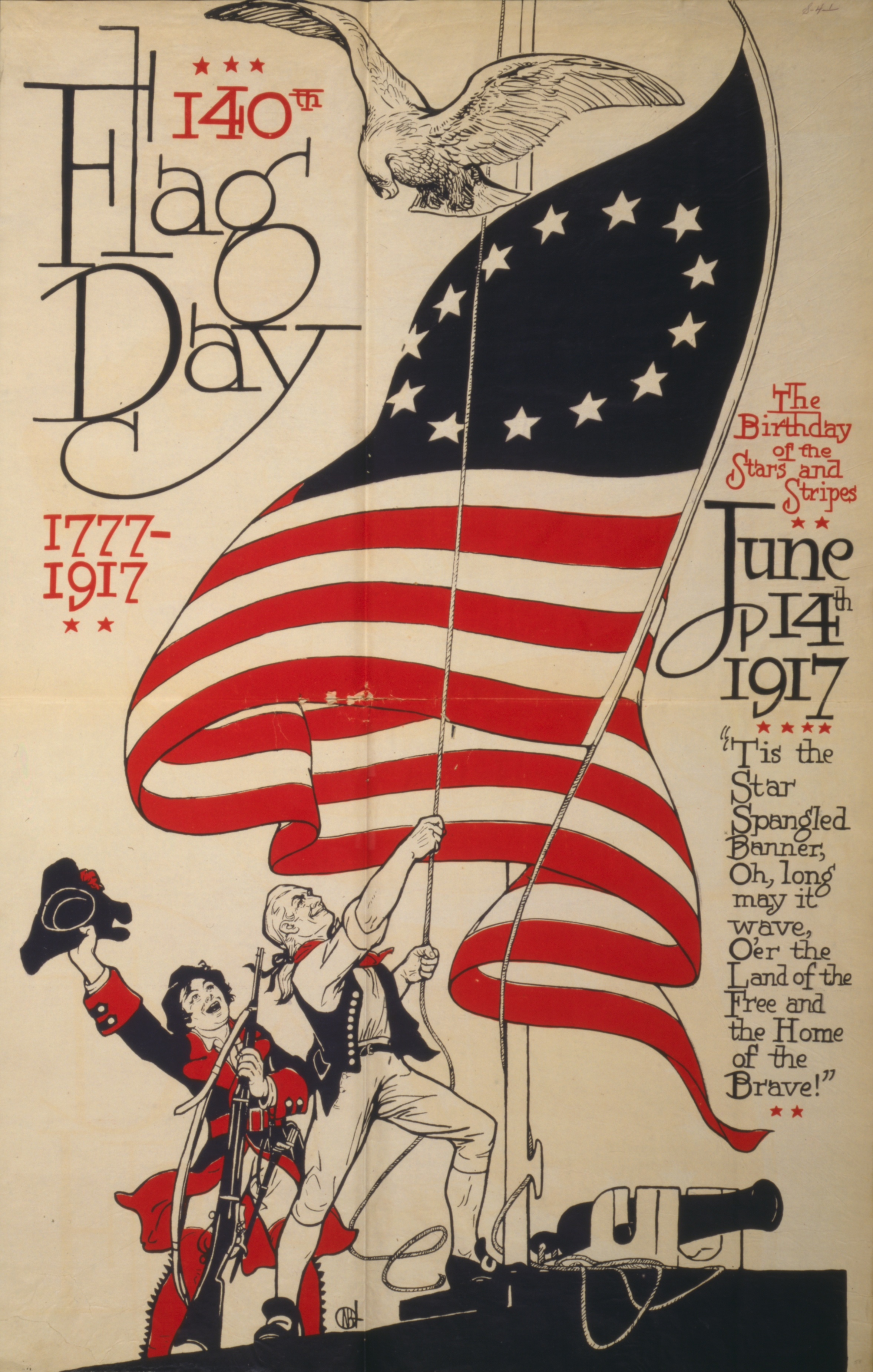
Affiche commémorant le du drapeau le 14 juin 1917.

Aux États-Unis, le jour du drapeau (anglais : Flag Day), célébré le 14 juin, commémore l'adoption du drapeau des États-Unis qui s'est déroulée à cette date à la suite d'une résolution du Second Congrès continental en 1777. 
Pendant la guerre de Sécession, en 1861, l'Union décide d'un jour consacré à la célébration du drapeau. Le président Wilson officialise ce Flag Day  en 1916. En août 1949, le National Flag Day est établi par un acte du Congrès. Ce jour n'est pas un jour férié fédéral aux États-Unis mais l'État de Pennsylvanie (et seul État à ce jour) en a fait un jour férié d'État.